# Duo à trois (film, 1988)
Pour les articles homonymes, voir Duo à trois.
Pour l'équipe de baseball, voir Durham Bulls.
Pour plus de détails, voir Fiche technique et Distribution.
Duo à trois (Bull Durham) est un film américain réalisé par Ron Shelton, sorti en 1988.

## Synopsis
Receveur d'expérience, Crash Davis est recruté par l'équipe de ligue mineure des Durham Bulls pour aider à l'éclosion du jeune lanceur Ebby Calvin "Nuke" LaLoosh. Supportrice du club, Annie Savoy prend également le jeune LaLoosh sous son aile provoquant la jalousie de Davis.

## Fiche technique
- Titre français : Duo à trois
- Titre québécois : La Belle et le Vétéran
- Titre original : Bull Durham
- Réalisation : Ron Shelton
- Scénario : Ron Shelton
- Production : Mark Burg, David V. Lester, Thom Mount
- Musique : Michael Convertino
- Photographie : Bobby Byrne (en)
- Montage : Robert Leighton et Adam Weiss
- Pays d'origine : États-Unis
- Langue de tournage : anglais
- Format : Couleurs - 1,85:1 - Dolby
- Genre : Comédie
- Durée : 108 minutes
- Date de sortie : 
  - États-Unis : 15 juin 1988
  - France : 16 novembre 1988

## Distribution
- Kevin Costner (VF : Patrick Poivey) : Crash Davis
- Susan Sarandon (VF : Frédérique Tirmont) : Annie Savoy
- Tim Robbins (VF : Éric Legrand) : Ebby Calvin 'Nuke' LaLoosh
- Trey Wilson : Joe Riggins
- Robert Wuhl : Larry Hockett
- William O'Leary (VF : Vincent Ropion) : Jimmy
- Jenny Robertson (VF : Dorothée Jemma) : Millie

## Autour du film
- Le film enregistre plus de 50 millions de dollars aux États-Unis pour un budget estimé à 9 millions.
- L'AFI a classé Duo à trois au cinquième rang des meilleurs films de sport de tous les temps.
- C'est sur le tournage de ce film que Susan Sarandon rencontra Tim Robbins qui sera son mari pendant 20 ans.